# Асуа
Асуа (исп. Azua) — провинция в Доминиканской Республике. Провинция Асуа граничит с провинциями Бараона, Баоруко, Сан-Хуан, Ла-Вега, Сан-Хуан-де-Окоа и Перавия. Главный город провинции — Асуа-де-Компостела.

## География
Провинция Асуа находится на юго-западе Доминиканской Республики, у её побережья Атлантического океана. С севера территория Асуа ограничена горными хребтами Центральной Кордильеры и Сьерра-де-Мартин-Гарсия. Наивысшими точками провинции являются горы Тина (2186 м) и Бусу (1340 м).

## История
Асуа-де-Компостела, главный город провинции, был основан в 1504 году испанским конкистадором Диего Веласкесом де Куэльяром, впоследствии завоевавшим Кубу для испанской короны. Таким образом Асуа-де-Компостела является одни из первых европейских поселений в Новом Свете. После сильнейшего землетрясения 19 октября 1751 года, полностью разрушившего город, Асуа-де-Компостела был перенесён на новое место.
После провозглашения независимости Доминиканской Республики в 1844 году провинция Асуа входила в число 5 её первых провинций и включала в себя ряд территорий, ныне представляющих другие провинции страны.

## Административное деление
В административном отношении провинция Асуа подразделяется на 10 муниципий.
| №     | Муниципий                                   | Население, чел (2012) |
| ----- | ------------------------------------------- | --------------------- |
| 1     | Асуа (Azua)                                 | 128 264               |
| 2     | Эстебания (Estebanía)                       | 10 154                |
| 3     | Гуайабал (Guayabal)                         | 3965                  |
| 4     | Лас-Чаркас (Las Charcas)                    | 9254                  |
| 5     | Лас-Иаиас-де-Вияхама (Las Yayas de Viajama) | 7142                  |
| 6     | Падре-Лас-Касас (Padre Las Casas)           | 40 545                |
| 7     | Пералта (Peralta)                           | 8596                  |
| 8     | Пуэбло Вьехо (Pueblo Viejo)                 | 8251                  |
| 9     | Сабана Йегуа (Sabana Yegua)                 | 26 552                |
| 10    | Табара Арриба (Tábara Arriba)               | 14 258                |
| Всего |                                             | 256 981               |

## Экономика
Важнейшую роль в экономике провинции играет сельское хозяйство. Здесь выращиваются преимущественно бобовые, бананы, кофе и овощи, идущие частично на экспорт. Налажена промышленная переработка помидоров. На побережье развито рыболовство. Через порт Пуэрто-Виехо производится импорт нефти в Доминиканскую Республику, здесь построен завод по её переработке. Туризм развит слабо.